# La Marche sur Rome
Cet article concerne le film. Pour l'événement historique, voir Marche sur Rome.
Pour plus de détails, voir Fiche technique et Distribution.
La Marche sur Rome (La marcia su Roma) est une comédie italienne réalisée en 1962 par Dino Risi avec Vittorio Gassman et Ugo Tognazzi dans les rôles principaux.

## Synopsis
Le film évoque la Marche sur Rome de Mussolini à travers les aventures comiques et piteuses de deux chemises noires, anciens combattants de la Première Guerre mondiale, fraîchement convertis et particulièrement naïfs.
À travers leurs déconvenues cocasses, qu'ils enregistrent scrupuleusement en biffant une à une les promesses fascistes au fur et à mesure de leur trahison, les deux personnages perdent progressivement leurs illusions.
Le film s'achève sur l'entrée dans Rome, présentée par des images d'archives, au moment même où les deux compagnons décident de quitter, écœurés, le mouvement fasciste.

## Fiche technique
- Titre : La Marche sur Rome
- Titre original : La marcia su Roma
- Réalisateur : Dino Risi
- Scénario : Age, Furio Scarpelli, Ruggero Maccari, Ettore Scola, Sandro Continenza et Ghigo De Chiara
- Photographie : Alfio Contini
- Montage : Alberto Gallitti
- Décors : Ugo Pericoli
- Costumes : Ugo Pericoli
- Musique : Marcello Giombini
- Production : Mario Cecchi Gori
- Sociétés de production : Fair Film (Roma), Orsay Film (Paris)
- Durée : 82 minutes
- Genre : Comédie
- Date de sortie :
  - Italie : 20 décembre 1962

## Distribution
- Vittorio Gassman : Domenico Rocchetti
- Ugo Tognazzi : Umberto Gavazza
- Roger Hanin : Capitaine Paolinelli
- Mario Brega : Mitraglia
- Gérard Landry : Capitaine de l'Armée italienne
- Giampiero Albertini : Cristoforo
- Antonio Cannas : Zofreghin
- Nino Di Napoli : Mezzacartuccia, un fasciste
- Alberto Vecchietti : Molinello
- Daniele Vargas : un fasciste
- Edda Ferronao : Ostessa
- Carlo Kechler : propriétaire terrien